# Marie 'Ajami
Marie 'Ajami (àrab: ماري عجمي, Mārī ʿAjamī) (1888-1965) va ser una periodista, poeta, professora i feminista libano-siriana.

## Biografia
Nascuda en el si d'una família catòlica, va estudiar a Damasc en institucions missioneres russes i irlandeses, abans d'anar a la Universitat Americana de Beirut, on va estudiar infermeria el 1906.
En 1910 va fundar la primera revista siriana Al-'Arus (La Casada) destinada a dones. En 1920, quan el dret de vot per a les dones al Líban i Síria va suscitar nombroses pors, Rashid Rida es va oposar al projecte en un article aparegut en Al-Rajar, en el qual argumentava que el dret de vot de les dones era incompatible amb la inferioritat en la qual es trobaven, i que abans s'havia d'educar-les. Marie 'Ajami va respondre en Al-'Arus amb un article titulat «La dona i la igualtat», on s'oposava a la visió de les dones nascudes per servir en tot al seu pare i després al seu marit, i defensava el seu dret a existir per elles mateixes.
Al costat d'articles literaris i socials, va atacar vigorosament la política de domini otomà, i al governador Cemal Paşa, crítiques que va intensificar després del penjament del seu nuvi, Petro Pauli, executat al mateix temps que altres intel·lectuals. A partir de llavors es va oposar d'igual manera al domini francés.
Va confundar diversos clubs i associacions, entre els quals es troba el Club féminin littéraire de Damas (Club femení literari de Damasc). Va ensenyar a Síria, Líban i Palestina.